# Dálnice A29 (Německo)
Dálnice A29 (německy Bundesautobahn 29) je dálnice v severozápadním Německu. Začíná ve Wilhelmshavenu a vede přes Oldenburg k dálnici A1. Délka dálnice činí 94,5 kilometru.
O stavbě dálnice bylo rozhodnuto v roce 1969. Stavba probíhala až do roku 1984. Náklady na výstavbu činily 680 milionů marek (přibližně 1,5 miliardy eur). Díky tomu patří k nejdražším dálnicím v Německu.